# Saint-Vincent-des-Prés (Sarthe)
Saint-Vincent-des-Prés is een gemeente in het Franse departement Sarthe (regio Pays de la Loire) en telt 455 inwoners (2005). De plaats maakt deel uit van het arrondissement Mamers.

## Geografie
De oppervlakte van Saint-Vincent-des-Prés bedraagt 10,5 km², de bevolkingsdichtheid is 43,3 inwoners per km².
De onderstaande kaart toont de ligging van Saint-Vincent-des-Prés (Sarthe) met de belangrijkste infrastructuur en aangrenzende gemeenten.

## Demografie
Onderstaande figuur toont het verloop van het inwonertal (bron: INSEE-tellingen).